# Fächerkrümmer

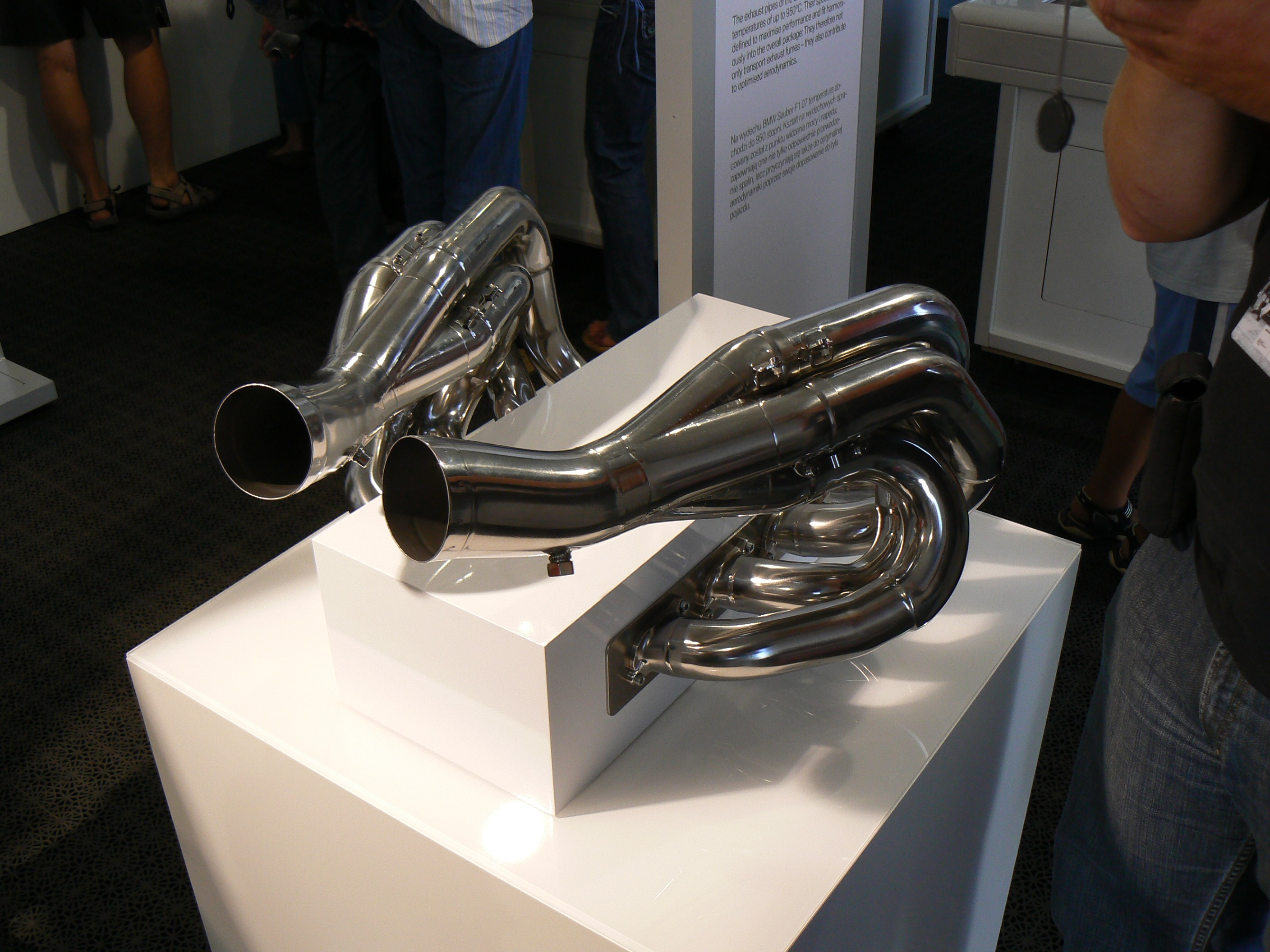
Fächerkrümmer eines Formel-1-Motors

Ein Fächerkrümmer ist ein optimierter Abgaskrümmer. Durch optimierte und auf den Fahrzeugzweck abgestimmte Krümmerrohrlängen, -durchmesser und -führungen für jeden einzelnen Zylinder kann die Motorleistung sowie der Drehmomentverlauf verbessert werden. Der Fächerkrümmer nutzt das Prinzip der Interferenz.

## Funktionsweise
Der Abgasausstoß bei einem Hubkolbenmotor ist nicht kontinuierlich. Beim Ladungswechsel entsteht beim Öffnen des Auslassventils ein starkes Druckgefälle zwischen Zylinder und Abgassystem. Dieser Ventilvorauslass erzeugt eine Druckwelle im Abgassystem. Die Druckwelle breitet sich mit Schallgeschwindigkeit in der Auspuffanlage aus. In der Folge kommt es durch Gasstauungen und Reflexionen zu einem Rücklauf der Druckwelle. Trifft die reflektierte Druckwelle zum falschen Zeitpunkt wieder am Auslassventil ein, wird der Gaswechsel behindert. Auch kann Abgas desselben oder auch von Nachbarzylindern sogar zurückströmen.
Durch Abmessungen und Form eines Fächerkrümmers wird die Entstehung von Interferenzen gefördert. Diese erzeugen zum richtigen Zeitpunkt (wenn das Auslassventil öffnet) einen Unterdruck im jeweiligen Abgasrohr. Die Abgase können den Zylinder ohne nennenswerten Gegendruck verlassen, der Kolben benötigt weniger Kraft, um das Abgas auszustoßen. Es bleiben kaum Restgase zurück, daher sind die Füllung mit Frischgas und damit die Zylinderinnenkühlung besser; letzteres senkt zudem die Klopfneigung. Die eingesparte Kraft und die bessere Verbrennung (weniger Restgase) bewirken eine Leistungssteigerung.

## Aufbau
Die Abgasrohre der Zylinder mit dem größtmöglichen Zündabstand werden gruppiert und münden in einem Strang (jeweils 2 bis 3, je nach Motorbauart). Der größte Zündabstand ist beim Vierzylinder 360° und beim Sechszylinder 240°. Infolgedessen werden beim Vierzylinder-Reihenmotor die Zylinder 1 und 4 sowie 2 und 3 zusammengefasst. Die Abgasrohre von Sechszylinder-Reihenmotoren werden häufig nach dem Schema 1, 2, 3 sowie 4, 5, 6 gruppiert. Diese dickeren Rohre, auch Hosenrohr genannt, können später auch wieder zusammengeführt werden. Die Querschnittsfläche dieses Abgasrohres ist größer als die Summe der Querschnittsflächen der zusammengeführten Rohre. Selbst die Art der Zusammenführung kann noch die Charakteristik des Motors, z. B. den Drehmomentverlauf verändern. Bei Hochleistungs-Rennmotoren werden, statt einzelne Rohre zu gruppieren, alle Abgasrohre einer Zylinderbank in einen Sammeltrichter mit anschließendem Diffusor geleitet. Bei der Konstruktion eines Fächerkrümmers wird eine gleiche Länge aller Abgasrohre angestrebt. Im Ergebnis haben optimierte Krümmer immer eine sehr geschwungene, ausladende Form. Diese Bauweise ist im Serienfahrzeugbau aber häufig aus Platzmangel oder wegen Fertigungsproblemen nicht realisierbar.

## Anwendung
Im Gegensatz zu Krümmern aus Gusseisen können Fächerkrümmer nicht maschinell kostengünstig hergestellt werden, daher werden sie hauptsächlich im Motorsport und in sportlichen Kraftfahrzeugen verbaut.
Werksseitig kamen Fächerkrümmer z. B. im Audi 90 (2,3 Liter 20V), im Opel Astra F GSI sowie im Kadett E 16V und Calibra 16V (2,0 Liter 16V), im Escort RS2000 16V, im Ford Capri (1.6 GT, 2.6 RS) und im Peugeot 206 RC (auf manchen Märkten 206 GTI 180 genannt) zum Einsatz. Heutzutage verbaut Mazda einen 4-2-1-(Fächer-)Krümmer in den Skyactiv-Benzinmotoren. Damit werden in diesem Motorenkonzept höhere Verdichtungen bis 14:1 ermöglicht (Stand 2017). Anderenfalls bestünde (wie weiter oben beschrieben) durch die heißen Abgase die Gefahr von klopfender Verbrennung.